# Prodegeeria tentata
Prodegeeria tentata là một loài ruồi trong họ Tachinidae.